# Юрчинський Остап Никифорович
Євстахій (Остап) Никифорович Юрчинський  (28 березня 1871, с. Колодіївка — 1943, місце невідоме) — український галицький громадський і політичний діяч. Доктор права. Адвокат.

## Життєпис
Народився 28 березня 1871 року в с. Колодіївці (Королівство Галичини та Володимирії, Австро-Угорщина (нині Тернопільської области, Україна).
Закінчив ц. к. Першу тернопільську класичну гімназію, Львівський, Віденський університети. Працював у Рогатині, з 1908 року в Чорткові. За його участи 1910 року в місті було відкрито українську гімназію, також був одним з її співзасновників. Допомагав збільшувати фонд бібліотеки Чорткова.
Делегат до УНРади ЗУНР від Чортківського повіту після утворення ЗУНР в листопаді 1918 року.
Найвірогідніше, «загинув Остап Юрчинський у холоді, голоді та муках в таборі, десь на сибірських землях Росії» (надав колишній репресований священник з Івано-Франківська).

## Сім'я
Дружина — Марія Бахаловська, яка започаткувала товариство «Союз українок» у Чорткові.
Діти: Юрій, Надія, Олена, Мирослава та Романія.

## Вшанування
З нагоди 89-ї річниці утворення ЗУНР в державному архіві Тернопільської області було відкрито виставку «Листопадовий зрив» з матеріалами про О. Юрчинського.